# Tàngara de Delattre
La tàngara de Delattre (Tachyphonus delatrii) és un ocell de la família dels tràupids (Thraupidae).

## Hàbitat i distribució
Habita la selva pluvial, clars i vegetació secundària de les terres baixes de l'est d'Hondures, est de Nicaragua, Costa Rica, Panamà, oest i nord de Colòmbia i oest de l'Equador.

## Taxonomia
Arran anàlisis filogenètics s’ha proposat l’adscripció d’aquesta espècie al monotípic gènere Chrysocorypha Burns, Unitt et Mason, 2016.